# Doroteusz z Gazy
Św. Doroteusz z Gazy (ur. 505 w Antiochii, zm. 565 lub 620 w Gazie) – chrześcijański mnich, święty, pisarz.
Przebywał w jednym z monasterów koło Gazy w Palestynie nad Morzem Śródziemnym. Około 540 założył w tej samej okolicy swój własny klasztor, którego został przełożonym. Napisał szereg reguł, którymi mieli kierować się jego naśladowcy. Nauki te łączono później w zbiory.

## Dzieła
- Dorotheé de Gaza. Oeuvres spirituelles, introd., texte grec, trad. et notes par L. Regnault et J. de Préville. Paris, 1963. Sources Chrétiennes, no 532.

## Przekłady na język polski
- Dorotheos z Gazy, Nauki ascetyczne, przeł. M. Borkowska, Warszawa dr. 1981. Pisma Starochrześcijańskich Pisarzy;
- Dorotheos z Gazy, Pisma ascetyczne, przeł. M. Borkowska, Kraków 2010, ²2011.